# Simon Prem
Simon Marian Prem (getauft als Simon Prem, Pseudonym Christian Ewald; * 27. Oktober 1853 in Niederau, Tirol; † 26. April 1920 in Innsbruck) war ein österreichischer Gymnasiallehrer und Literaturhistoriker.

## Leben
Der Bauernsohn aus der Wildschönau besuchte das Gymnasium der Franziskaner in Hall und studierte anschließend Germanistik und Geschichte an der Universität Innsbruck. 1882 legte er seine Lehramtsprüfung ab, 1890 wurde er zum Dr. phil. promoviert. Er unterrichtete zunächst als Supplent, später als Professor an Gymnasien in Wien (1881–1885), Linz (1885–1887), Innsbruck (1888–1890), Bielitz (1890–1894), Marburg (1894–1899) und Graz (1899–1911).
In dieser Zeit blieb Simon Prem immer mit seiner Heimat verbunden und beschäftigte sich mit der Tiroler Literaturgeschichte. Ab den 1880er Jahren veröffentlichte er Biographien von zeitgenössischen Dichtern wie Adolf Pichler, Martin Greif, Josef von Schnell oder Hermann von Gilm. Er befasste sich auch mit Johann Wolfgang von Goethe und gab eine mehrbändige Auswahl seiner Werke mit einer Biographie heraus. Daneben war er selbst schriftstellerisch tätig und verfasste kleine Erzählungen, Gedichte und Reisefeuilletons, die in Zeitungen und Zeitschriften erschienen.

## Ehrungen und Gedenken
Die Gemeinden Wildschönau und Kufstein verliehen Simon Prem die Ehrenbürgerwürde. Er wurde in einem städtischen Ehrengrab auf dem Innsbrucker Westfriedhof beerdigt. 1925 wurde am Erker des Kellerwirts in Wildschönau-Oberau, wo er gerne einkehrte und den er in seinen Texten beschrieb, ein Denkmal für Prem errichtet. Im Innsbrucker Stadtteil Pradl, in Wörgl und in Kufstein wurden Straßen nach ihm benannt.
1925 wurde die Prem-Runde gegründet, ein Künstlerkreis, dem unter anderem Thomas Riss, Heinrich von Schullern, Hugo Klein und Toni Kirchmayr angehörten. Diese Runde gab 1930 und 1932 das Prem-Jahrbuch für Tirolische Literatur und Heimatkunde heraus.

## Schriften (Auswahl)
- Goethes Fahrt durch Tirol im September 1786. Walten, München 1888.
- Am 100. Geburtstage Grillparzers. Selbstverlag, Bielitz 1891.
- Martin Greif. Versuch zu einer Geschichte seines Lebens und Dichtens mit besonderer Rücksicht auf seine Dramen und seiner Stellung in der deutschen Litteratur. Renger, Leipzig 1892.
- Josef von Schnell. Ein tirolischer Dichter und Orientreisender; nach Briefen und Tagebüchern dargestellt. Wagner, Innsbruck 1892.
- Der Lyriker Hermann von Gilm. Ein Vortrag. Selbstverlag, Graz 1896.
- Über Berg und Thal. Schildereien aus Nordtirol. Lindauer, München 1899.
- Adolf Pichler, der Dichter und Mensch. Wagner, Innsbruck 1901.
- Goethes Werke. Auswahl in vierundzwanzig Bänden. Mit einem Bildnis Goethes sowie einer Einleitung: Goethes Leben und Werk. Max Hesses Verlag, Leipzig 1910.
- Christian Schneller. Ein Beitrag zur tirolischen Literatur- und Geistesgeschichte des 19. Jahrhunderts. Niemeyer, Halle an der Saale 1913.
- Die Tschuggmallschen Automaten. Ein Kapitel aus der Geschichte der mechanischen Künste des 19. Jahrhunderts. H. Haessel, Leipzig 1915.
- Geschichte der neueren deutschen Literatur in Tirol. 1. Abteilung: Vom Beginn des 17. bis zur Mitte des 19. Jahrhunderts. Pohlschröder, Innsbruck 1922.